# 魚雷汁
鱼雷汁或称“鱼雷特饮”、“鱼雷果汁”，是第二次世界大战中美国水兵使用菠萝汁和鱼雷发动机使用的穀物酒精燃料勾兑制成的酒精饮料。

## 历史
由于1914年美國海軍颁布禁酒令，第二次世界大战时期美国海军的军舰上并没有酒精饮品供应。仍然想要饮酒的水兵很快便发现美国海军使用的老式鱼雷中浓度高达90%的乙醇燃料可以与其他军舰上提供的果汁混合，制成既可口又掩人耳目的酒精饮料。这其中以菠萝汁混合乙醇制成的饮料最受欢迎。这种饮品被美国海军的水兵们昵称为“鱼雷果汁”。在“鱼雷果汁”逐渐走漏风声后，海军部开始在燃料乙醇中混合5%到10%浓度的名为“粉色女士”的染色剂使燃料乙醇变性，同时亦添加一部分甲醇，从而防止美军水兵使用燃料乙醇勾兑饮品。不过美国水兵们很快便发现用一大摞挤压过的面包可以过滤掉染色剂和大部分甲醇，不过这种方式并不能彻底过滤甲醇，所以在海军部提高了甲醇添加量后，有一部分水兵因为甲醇中毒而失明。考虑到非战斗减员的影响以及不人道的失明后果，海军部改采用巴豆油替换甲醇作为添加剂。巴豆油并不会被面包过滤，同时饮用后也不会对人体造成永久性伤害，但是会导致剧烈的呕吐和极其疼痛的肌肉痉挛。但水兵们很快又发现巴豆油的沸点要高于乙醇，于是设计了蒸餾器用于分馏巴豆油。这些蒸馏器有时亦称为“Gilly”蒸馏器，而由它分馏得到的乙醇制成的酒精饮品亦称为“Gilly”。
随着电动鱼雷的服役，鱼雷不再使用甲醇作为燃料，所以使用燃料乙醇制成的酒精数量也大幅减少。但是，船上的电工伴侣和室内通信电工仍然需要少量的变性乙醇以清洁各种设备上的零件，故美国水兵使用非食用酒精勾兑饮品的现象依然偶有发生。

## 配方
鱼雷果汁的标准配方为两份乙醇和三份菠萝汁。